# 김현주 (골프 선수)
김현주(1984년 1월 23일~)은 대한민국의 골프 선수이고 스포츠 평론가로도 활동하였다. 본명은 김환숙이다.

## 생애
2002년 골프에 입문하였고 2006년도에 임창정과 결혼하였으며 2013년도에 임창정과 이혼하였다 임창정과 김현주 사이에서는 아들 3명이 있었고 임창정이   양육권을 가졌다.

## 방송
- 2010년 방송SBS 골프 MU SPORTS 배 패밀리 골프 챌린지

## 가족 관계
- 전 남편: 임창정 (1973년 11월 30일~)
  - 장남: 임준우(2006년 8월 18일~)
  - 차남: 임준성(2008년 2월 1일~)
  - 삼남: 임준호(2010년 12월 19일~)